# Tubastraea
Die Steinkorallen der Gattung Tubastraea werden im deutschen Sonnenkorallen oder Kelchkorallen genannt. Im Unterschied zu den meisten anderen Steinkorallen leben sie nicht mit Zooxanthellen in Symbiose. Sie ernähren sich vom Planktonfang. Die sehr gefräßigen, großen Polypen können recht große Beute überwältigen. Mit Ausnahme von Tubastraea micrantha sind die Kelchkorallen nicht riffbildend (ahermatypisch). Sie leben in den Korallenriffen des Indopazifik oft an dunkleren Standorten an Höhlendecken.
Bei Meerwasseraquarianern gilt die Pflege von Tubastraeen als sehr schwierig. Die meisten importierten Kolonien verhungern nach kurzer Zeit, da sie keine Chance haben, in einem mit Fischen besetzten Aquarium an Futter zu gelangen. Eine sichere Methode ist hier die Fütterung jedes einzelnen Polypen via Pipette (z. B. mit Salinenkrebs).